# 巴塞隆納王朝
巴塞隆納王朝（西班牙語：Casa de Barcelona），西班牙歷史上的一個王朝，曾統治亞拉岡王國、巴塞隆納伯國、馬約卡王國以及西西里王國。

## 國王列表

### 亞拉岡國王
1. 阿方索二世，1164年至1196年在位
2. 佩德羅二世，1196年至1213年在位
3. 海梅一世，1213年至1276年在位
4. 佩德羅三世，1276年至1285年在位
5. 阿方索三世，1285年至1291年在位
6. 海梅二世，1291年至1327年在位
7. 阿方索四世，1327年至1336年在位
8. 佩德羅四世，1336年至1387年在位
9. 胡安一世，1387年至1396年在位
10. 馬丁一世，1396年至1410年在位

### 馬約卡國王
1. 海梅一世，1231年至1276年在位
2. 海梅二世，1276年至1286年在位
3. 桑喬一世，1311年至1324年在位
4. 海梅三世，1324年至1344年在位

### 西西里國王
1. 皮特羅一世，1282年至1285年在位
2. 賈科莫，1285年至1295年在位
3. 費德里科二世，1295年至1337年在位
4. 皮特羅二世，1337年至1342年在位
5. 路德維科，1342年至1355年在位
6. 費德里科三世，1355年至1377年在位
7. 瑪麗亞，1377年至1401年在位
8. 馬蒂諾一世，1390年至1409年在位
9. 馬蒂諾二世，1409年至1410年在位